# Heart Attack Grill

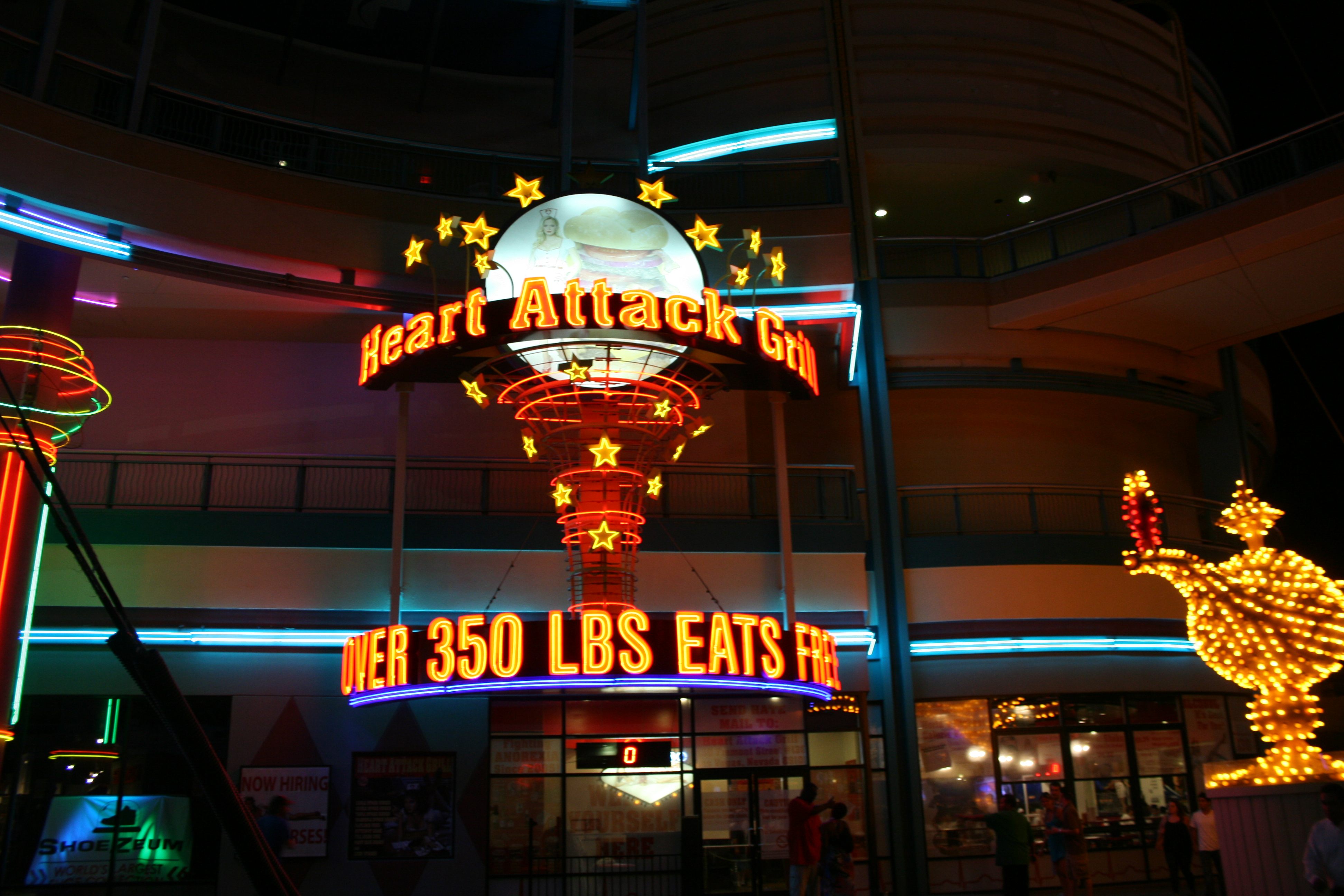
Heart Attack Grill, Las Vegas

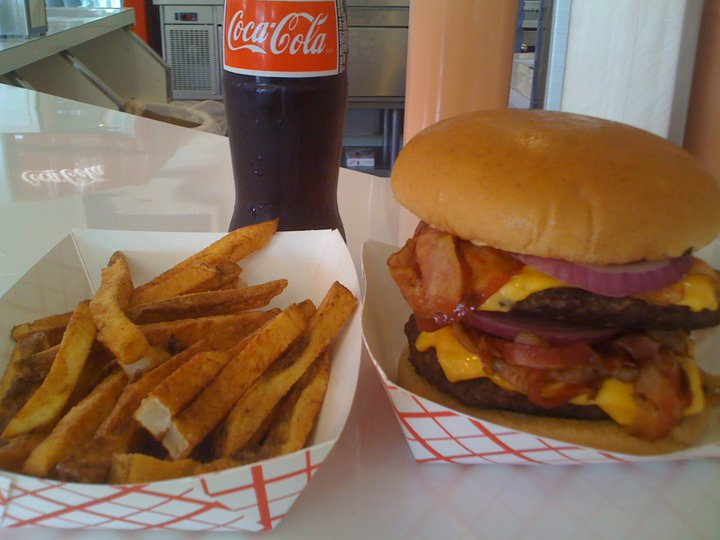
Double Bypass burger met Flatliner frieten

De Heart Attack Grill is een Amerikaans fastfood-hamburgerrestaurantketen ontstaan in Chandler, Arizona.
Het restaurant heeft een ziekenhuisthema: de serveersters zijn gekleed als verpleegsters, de bestelling heet een recept en de patiënten (klanten) worden door een arts onderzocht. Klanten die meer dan 159 kg wegen, eten gratis. De Heart Attack Grill is een voorbeeld van een "breastaurant", een restaurant waar aantrekkelijke, schaars geklede vrouwen opdienen.
Op het menu staan de "Single", "Double", "Triple", en "Quadruple Bypass" hamburgers, die 230 tot 910 gram vlees bevatten. De grootste hamburger bevat 33.000 kilojoule. De friet wordt gebakken in reuzel, zowat het ongezondste vet dat er bestaat. Verder verkoopt men sigaretten zonder filter, bier, sterkedrank en frisdranken die veel suiker bevatten. Lightproducten ontbreken.
De vestiging in Chandler, evenals een tweede vestiging in Dallas hebben de deuren gesloten. Een derde, en nog actieve vestiging opende vervolgens in Las Vegas.